# پارک هاگا رودودندرون
پارک هاگا رودودندرون (انگلیسی: Haaga Rhododendron Park)، (فنلاندی: Haagan Alppiruusupuisto) یک پارک عمومی واقع در منطقه هاگا در هلسینکی پایتخت فنلاند است. هدف از ایجاد این پارک در ابتدا برای کار تحقیقاتی و پرورش تیپ یا کولتیوار بود که در مرحله اول انواع مختلفی از گیاه خرزه هندی و خرزه هندی درختی را در خود جای داد اما این مکان اکنون یکی از جاذبه‌های محبوب مردم محلی است.

## پیشینه
اولین خرزه هندی به تعداد ۳۰۰۰ عدد در سال ۱۹۷۵ توسط برنامه دانشکده کشاورزی دانشگاه هلسینکی تحت عنوان زادگیری گزینشی یا پرورش انتخابی کاشته شد. این طرح و نقشه شامل سازه‌هایی برای عبور و مرور گردشگران نیز بود. ساخت یک سری از راهروهای چوبی که به بازدیدکنندگان اجازه می‌داد بدون مزاحمت برای گیاهان به تماشا و گشت و گذار بپردازند. در همین سال با توجه به مطالعات گونه‌هایی که بیشتر با آب و هوای فنلاند سازگار باشند، پرورش گونه خرزه ژاپنی نیز به ۳۰۰۰ عدد در این پارک انجام شد. در سال ۱۹۹۶ با توسعه قسمت‌های شمالی پارک تعداد ۱۵۰۰ آزالیای ژاپنی در این قسمت کاشته شد.

## طراحی و ساختار
پارک هاگا رودودندرون با مساحت ۸٫۲۲ هکتار، به‌گونه‌ای طراحی شده که ترکیبی از فضای طبیعی و امکانات پژوهشی را ارائه می‌دهد. راهروهای چوبی مرتفع به طول بیش از ۳۰۰ متر، امکان مشاهده گل‌ها از ارتفاع را فراهم می‌کنند و از آسیب به ریشه گیاهان جلوگیری می‌نمایند. این ساختارها همچنین دسترسی به نقاط مختلف پارک را برای افراد دارای محدودیت حرکتی تسهیل می‌کنند.

### تنوع گیاهی
بیش از ۱۰۰ رقم مختلف از خرزه هندی (Rhododendron) و آزالیا در این پارک پرورش داده می‌شود که برخی از آن‌ها همچون رقم ’Pohjola’s Daughter’ منحصراً در این مکان توسعه یافته‌اند. گونه‌های موجود شامل ارقام مقاوم به سرما تا منفی ۳۰ درجه سانتیگراد هستند که برای اقلیم شمال اروپا مناسب می‌باشند.

## فعالیت‌های پژوهشی
این پارک همچنان به عنوان مرکز تحقیقاتی دانشگاه هلسینکی در زمینه اصلاح نباتات فعالیت می‌کند. پروژه‌های جاری شامل توسعه ارقام با گلدهی دیررس برای جلوگیری از آسیب سرماهای بهاره و ایجاد گونه‌های مقاوم به آفات رایج در منطقه بالتیک است. داده‌های اقلیمی جمع‌آوری شده از ایستگاه هواشناسی داخلی پارک از سال ۱۹۸۰، به عنوان مرجع مطالعات تغییرات آب و هوایی در مناطق شهری استفاده می‌شود.

## اهمیت گردشگری
این پارک سالانه پذیرای بیش از ۵۰٬۰۰۰ بازدیدکننده است که عمدتاً در فصل گلدهی (اواخر مه تا اوایل ژوئن) مراجعه می‌کنند. برنامه‌های آموزشی شامل تورهای راهنما به دو زبان فنلاندی و انگلیسی، کارگاه‌های باغبانی و جشنواره سالانه «هفته رودودندرون» در ژوئن برگزار می‌شود.

## تاثیرات محیطی و اجتماعی
بر اساس مطالعه دانشگاه آلتو در سال ۲۰۲۱، این پارک باعث کاهش ۱۵٪ی ذرات معلق هوا در شعاع ۵۰۰ متری منطقه هاگا شده است. برنامه‌های مشارکتی مانند «پاربانان محلی» از سال ۲۰۱۵، ساکنان را در نگهداری از پارک دخیل کرده است. این پروژه تاکنون ۲۰۰ داوطلب را آموزش داده که در کنترل آفات و جمع‌آوری داده‌های رشد گیاهان مشارکت می‌کنند.

## چالش‌ها
تغییرات آب و هوایی اخیر شامل گرمایش زودرس بهاره، چرخه گلدهی گیاهان را مختل کرده است. در سال ۲۰۲۰، ۳۰٪ از جوانه‌ها به دلیل یخبندان ناگهانی پس از شروع رشد از بین رفتند. همچنین گسترش گونه مهاجم شپشک آردآلود (Pseudococcidae) نیاز به استفاده هدفمند از آفت‌کش‌های زیستی را افزایش داده است.

## دستاورد
پروژه زادگیری گزینشی در این پارک تاکنون منجر به تولید و پرورش ۸ نوع منحصر به فرد برای اهداف تجاری شده‌است. این پارک یکی از جاذبه‌های محلی بسیار محبوب برای مردم هلسینکی است، به ویژه در اوایل ماه ژوئن، زمانی که آزالیا گل می‌دهد.

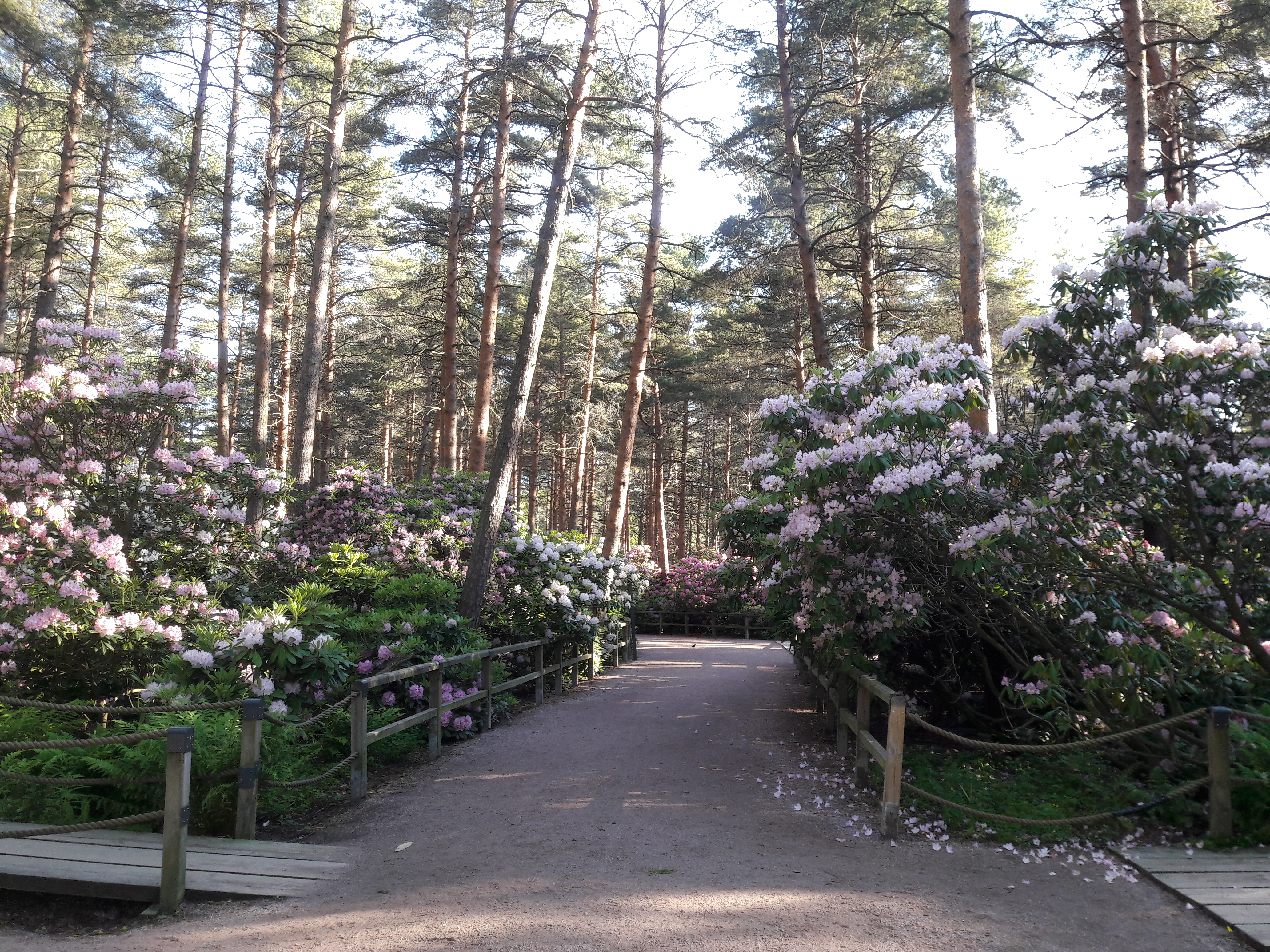
راهروهای چوبی که به بازدیدکنندگان اجازه می‌دهد بدون مزاحمت برای گیاهان به تماشا و گشت و گذار بپردازند.